# ثعلة وعفراء
ثعلة وعفراء هي قصة متضمنة الكثير من الحكم والأمثال على ألسنة الحيوان للعظة والتربية السياسية والاجتماعية كتبها سهل بن هارون ليُشاكل بها كليلة ودمنة ولم يصل إلينا منها سوى النصيحة التالية:
«اجعلوا أداء ما يجب عليكم من الحقوق مقدمًا قبل الذي تجودون به من تفضلكم، فإن تقديم النافلة مع الإبطاء عن الفريضة مظاهر على وهن العقيدة وتقصير الروية، ومضير بالتدبير، ومُخلٍّ بالاختيار، وليس في نفع تُحمد به عوض من فساد المروءة ولزوم النقيصة»